# Salah El Mahdi
Salah El Mahdi (arabe : صالح المهدي), de son vrai nom Mohamed Salah Ben Abderrahmane Ibn Mehdi Chérif et connu sous le surnom de Ziriab,, né le 9 février 1925 à Tunis et mort le 12 septembre 2014 à Tunis, est un musicologue, chef d'orchestre, compositeur tunisien et fondateur du mouvement tunisien de la Jeune chambre internationale.

## Biographie

### Jeunesse
Son père Abderrahmane El Mahdi est un artisan spécialisé dans la confection de la chéchia mais doit délaisser ce métier pour se consacrer à la musique. Il devient professeur et seconde Khemaïs Tarnane en enseignant le malouf à La Rachidia et à Radio Tunis. Le domicile familial sert également de lieu de rencontres aux meilleurs musiciens tunisiens et étrangers. C'est ainsi que le jeune Salah apprend dès son plus jeune âge différents modes et rythmes des pays arabes qu'il exécute avec le petit instrument qu'il a fabriqué (mélange de luth et de violon).
Il suit d'abord une instruction religieuse puis s'inscrit à l'annexe de l'Institut de formation des instituteurs. Tout en poursuivant ses études, il suit des cours de musique à La Rachidia sous la direction des musicologues Ali Darwich (ar) et Khemaïs Tarnane. Il prend également connaissance de la musique occidentale grâce à un professeur italien. Il devient par la suite l'un des meilleurs flûtistes du monde arabe et exerce son talent à la radio puis en public tout en poursuivant ses études secondaires puis supérieures à la section des lettres de l'université Zitouna dès 1941 puis à la faculté de droit et à l'École nationale d'administration. Il obtient un doctorat d'État en musicologie en 1981 et un doctorat en lettres comparées à l'université de Poitiers.

### Serviteur de l'État et enseignement
À l'âge de 18 ans, à la fin de la campagne de Tunisie, il quitte La Marsa pour la capitale et donne des cours de musique aux élèves débutant à La Rachidia. Parmi les plus remarqués, une chanteuse à qui il donne son nom de scène : Oulaya. En 1949, il devient directeur de l'institution. Compositeur, il est accepté la même année à la SACEM où il atteint le grade de membre définitif. Après la création de la société tunisienne équivalente, il est nommé membre honoris causa de la SACEM.
Un an après avoir obtenu un diplôme de littérature en 1950, il est admis au concours de la magistrature tunisienne. Le 11 novembre 1951, il est nommé juge au tribunal de la Driba. C'est ainsi qu'il limite momentanément son activité artistique à la composition, sous le pseudonyme du musicien andalous Ziriab tout en assumant la tâche de critique musical dans plusieurs journaux. Dans le domaine théâtral, il interprète plusieurs rôles avec la troupe de la société El Kaoukab de Tunis, dont il devient par la suite président, et écrit des pièces pour la radio.
De 1957 à 1961, il occupe les fonctions de président du service des arts — qui dépend du secrétariat d'État à l'Éducation nationale — où il participe à la création du Conservatoire national de musique, de danse et de théâtre et organise l'enseignement artistique dans les lycées et les collèges. En 1961, il est nommé directeur au secrétariat d'État à la Culture et à l'Information : il est appelé à diriger jusqu'en 1979 la direction de la musique et des arts populaires avant d'être nommé président du Comité culturel national, poste qu'il remplit jusqu'à sa retraite avec la présidence du Comité national de musique. Il crée également la Troupe nationale des arts populaires (1962), l'Orchestre symphonique tunisien (1969), la Société nationale de préservation du Coran et l'École nationale de psalmodie du Coran. En 1982, il devient directeur général de l'animation culturelle nationale jusqu'à son départ à la retraite. Il continue cependant à entreprendre des activités musicales et à enseigner.

### Activité internationale
Sur le plan international, il participe à plusieurs congrès dirigés par les institutions dépendant de l'Unesco ou des organisations nationales de divers pays dont le CNRS français et la société d'éducation musicale des États-Unis.
Il devient par la suite membre du comité exécutif de l'Organisation islamique de l'histoire, de la culture et des arts et du haut-comité de la civilisation islamique dont les sièges sont à Istanbul (Turquie) et du comité exécutif du Conseil international de la musique rattachée à l'Unesco. Il est également vice-président du comité directeur de la Société internationale de l'éducation musicale, de l'Institut international de musique, danse et théâtre par les moyens audio-visuels et du Conseil international de musique folklorique.
Il reste membre de l'Institut des musiques comparées de Berlin, président d'honneur de l'Académie inter-arabe de musique et président de l'Organisation mondiale des arts et traditions populaires qui relève de l'Unesco dont le siège est à Vienne (Autriche).

### Héritage
Il compte près de 600 compositions mêlant chants classiques et populaires, musiques instrumentales orientales et occidentales (noubas, mouachahs, bachrafs et poèmes symphoniques, musique de chambre et pièces pour piano, nays, violons et harpes) ainsi que quatre symphonies. Il participe en 1958 avec succès au concours de l'hymne national tunisien dont il compose la musique. Ses œuvres symphoniques seront notamment jouées aux festivals de Moscou et de Léningrad.

### Hommage
En reconnaissance de son engagement en faveur de la musique tunisienne et de son mérite dans l'action artistique, le Conservatoire national de musique de Tunis prend son nom à compter du 30 mai 2017.

## Publications notables

### Livres
- (ar) Salah El Mahdi, أصول الموسيقى [« Les origines de la musique »], Tunis, Maison tunisienne d'édition,‎ 1972.
- (ar) Salah El Mahdi et Mohamed Marzouki, المعهد الرشيدي للموسيقى التونسية [« L'Institut de La Rachidia de la musique arabe »], Tunis, Ministère des Affaires culturelles,‎ 1981.
- (ar) Salah El Mahdi, الموسيقى العربية [« La musique arabe »], Maison de l'Ouest islamique,‎ 1993.
- (ar) Salah El Mahdi, مقامات الموسيقى العربية [« Les maqâms de la musique arabe »], Tunis, La Rachidia,‎ 2009.

### Articles scientifiques
- (en) « The Arab Musical Tradition », Cultures, vol. IV, no 1,‎ 1977, p. 187-199.
- « Au nom de Dieu, le clément, le miséricordieux : de l'influence de la musique turque sur la musique arabe », Anuario Musical, no 39,‎ 1984, p. 59 (ISSN 0211-3538).
- « La danse folklorique en Tunisie », Música oral del Sur: revista internacional, no 1,‎ 1995, p. 108-115 (ISSN 1138-8579).